# AIFF (аудиоформат)
Audio Interchange File Format (AIFF) — формат аудиофайлов, применяемый для хранения звуковых данных на компьютерах и других электронных устройствах.

## История
AIFF был разработан компанией Apple Computer в 1988 году на основе формата IFF компании Electronic Arts и чаще всего используется в компьютерах Apple Macintosh.

## Описание
Звуковые данные в стандартном файле формата AIFF представляют собой несжатую импульсно-кодовую модуляцию. Также существует и сжатая версия формата AIFF, которую называют AIFC (иногда AIFF-C), в которой для сжатия могут быть использованы различные кодеки.
AIFF, наряду с CDA и WAV, является одним из форматов, используемых в профессиональных аудио- и видеоприложениях, так как в отличие от более популярного формата MP3, звук в AIFF кодируется без потерь в качестве. Как и любые несжатые файлы, файлы AIFF занимают намного больше дискового пространства, чем их сжатые аналоги: одна минута стереозвука с частотой дискретизации 44,1 кГц и разрядностью 16 бит занимает около 10 МБ.
Стандартное расширение файлов: .AIFF или .AIF, для сжатого варианта должно применяться расширение .AIFC.

## AIFF Apple Loops
Несколько лет назад фирма Apple создала на основе AIFF формат Apple Loops, который используется в GarageBand и Logic Pro.
Apple Loops использует те же расширения, что и AIFF: .aif и .aiff.